# 电厂街道 (通辽市)
电厂街道，是中华人民共和国内蒙古自治区通辽市科尔沁区下辖的一个乡镇级行政单位。

## 行政区划
电厂街道下辖以下地区：
明珠社区。